# Czas honoru (album)
Muzyka do serialu Czas honoru – album ze ścieżką dźwiękową do serialu telewizyjnego Czas honoru realizowanego w latach 2008–2014.
Autorem muzyki do serialu jest Bartosz Chajdecki. Została ona bardzo dobrze przyjęta przez widzów oraz krytyków. 29 listopada 2010 roku w sklepach rozpoczęła się sprzedaż płyt CD z muzyką do serialu wydanych przez Polskie Radio. Za pracę przy Czasie honoru Chajdecki został nominowany do nagród IFMCA (Międzynarodowe Stowarzyszenie Krytyków Muzyki Filmowej) za najlepszą muzykę do serialu telewizyjnego. Muzyka do serialu została zaprezentowana na żywo podczas 4. Festiwalu Muzyki Filmowej w Krakowie, który odbył się w dniach 19 – 22 maja 2011 roku.
Z kilku godzin nagrań, jakie powstały na potrzeby serialu, kompozytor wybrał około godziny muzyki. Utwory z pierwszych trzech części „Czasu honoru” znalazły się na płycie, wydanej przez Polskie Radio.

## Lista utworów
1. Czołówka – 1:34
2. Ucieczka – 5:05
3. Polonez – 3:57
4. Łapanka – 3:26
5. Egzekucja – 2:51
6. Warszawa – 3:56
7. Getto – 3:45
8. Niepokój – 5:13
9. Pogoń – 4:25
10. Okupacja – 3:28
11. Miłość – 2:53
12. Oczekiwanie – 3:01
13. Zagrożenie – 3:25
14. Wojna – 2:47
15. Spotkanie – 4:13
16. Czas honoru – 5:38

## Realizacja
- Orkiestracje: Bartosz Chajdecki
- Wykonanie: B.A.Ch Film Ensamble
- Chór: B.A.Ch Film Voices
- Dyrygent: Piotr Sułkowski
- Fortepian: Konrad Mastyło
- Instrumenty perkusyjne: Wojciech Fedkowicz i Michał Woźniak
- Kopista: Urszula Chajdecka
- Realizacja nagrań: Michał Woźniak
- Montaż muzyki w serialu: Dariusz Stanek
- Opracowanie muzyczne serialu: Anna Malarowska
- Zdjęcia: Aleksandra Grochowska
- Zdjęcie kompozytora: Karina Piwowarska
- Wybór materiału na płytę: Adam Krysiński (Soundtracks.pl) i Urszula Chajdecka
- Redakcja muzyczna płyty: Urszula Chajdecka
- Montaż materiału na płytę: Michał Woźniak
- Mastering albumu: Michał Woźniak
- Teksty: Adam Krysiński (Soundtracks.pl)
- Redakcja albumu: Magdalena Najmoła (Polskie Radio S.A.)
- Projekt graficzny albumu: Tadeusz Kuczyński (Tworze.com)
- Sponsor płyty: Wojciech Romaniszyn (Siłownie Wiatrowe S.A.)
- Produkcja albumu: Polskie Radio S.A. – Agencja Fonograficzna